# Ді Кавальканті
Ді Кавальканті (справжнє ім'я Еміліану Аугусту Кавалканті ді Албукерке Крейді, порт.-браз. Emiliano Augusto Cavalcanti de Albuquerque Melo, 6 вересня 1897 — 26 жовтня 1976, Ріо-де-Жанейро) — бразильський художник-модерніст. Один з трьох найбільших бразильських художників, поряд з сучасниками Кандіду Портінарі і Лазарем Сегалом.

## Біографія і творчість

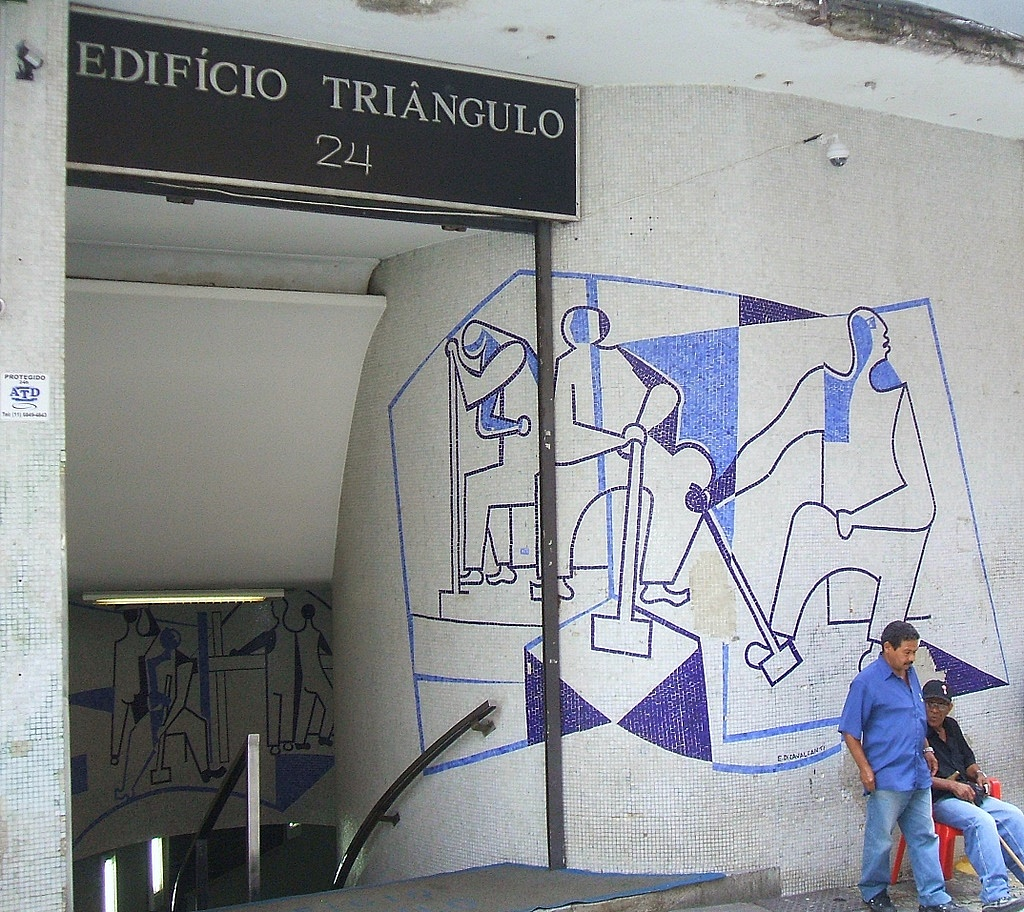
Панно на стінах Трикутного будинку в Сан-Паулу.

Ді Кавальканті народився в Ріо-де-Жанейро, і з дитинства зазнав впливу міського артистичного середовища в будинку свого дядька. Він вивчав право протягом декількох років, але не закінчив курс. Після цього в 1917 році він переїхав у Сан-Паулу. У тому ж році в книжковому магазині в Сан-Паулу пройшла його виставка (карикатури з явним впливом символізму). У 1918 році художник увійшов до групи інтелектуалів, що включала, зокрема, Маріу ді Андраді, Освалда ді Андраді, Гільєрме де Алмейду та інших. У 1922 році він взяв участь в організованому цією групою Тижні мистецтва (порт. Semana de Arte). Його роботи виставлені в рамках Тижня, відображали вплив символізму та експресіонізму. У 1921 році він одружився зі своєю двоюрідною сестрою Марією.
З 1923 по 1925 рік Ді Кавальканті жив у Парижі, познайомився з такими художниками, як Пабло Пікассо, Анрі Матісс, Жорж Брак і Фернан Леже. У 1925 році Ді Кавальканті оселився в Ріо-де-Жанейро.
Вступив в Бразильську комуністичну партію. Зайнявся також дизайном інтер'єрів.
В 1932 році була утворена художня група Sociedade Pró-Arter Moderna (SPAM), в яку входили такі художники, як Лазар Сегал і Аніта Малфатті. Метою групи було поширення модернізму в Бразилії шляхом організації великих художніх виставок.
З 1937 по 1940 роки Ді Кавльканти з дружиною провели в Європі. Зокрема, він отримав золоту медаль у Парижі на виставці «Art Technique». З 1940 року Ді Кавальканті жив у Сан-Паулу. Після цього він в основному цікавився специфічно латиноамериканськими темами. У 1951 року в Сан-Паулу пройшла бієнале латиноамериканського мистецтва, де експонувалися його роботи. У бієнале за особистим запрошенням Ді Кавальканті брали участь (і особисто відвідали виставку) Дієго Рівера і Давид Сікейрос.
У 1977 році бразильський кінорежисер Глаубер Роша зняв фільм про художника.

## Творчість
Тема, що постійно зустрічається в творах художника — жіноче тіло. Більшість його робіт — жанрові сцени, в яскравих кольорах, схожі за манерою живопису на Сікейроса і Ріверу, але без політичного підтексту. Після 1940 року в його живописі повністю переважають бразильські сюжети: мулатки, негри, карнавал і тропічні пейзажі.